# Villa Favard
Villa Favard, chiamata anche Palazzo Favard, si trova a Firenze, in via Curtatone 1, angolo Lungarno Vespucci 36, con affacci anche su via Palestro. È attualmente sede della scuola di Fashion Business e Design Polimoda.
Si tratta di una delle opere maggiori di Giuseppe Poggi e di uno dei più significativi esempi di architettura privata fiorentina del secondo Ottocento: chiaramente ispirata a modelli propri delle residenze suburbane fiorentine del Cinquecento, si presenta autonoma rispetto agli allineamenti viari - vinti gli ostacoli posti dall'amministrazione comunale -, aperta alla luce del lungarno e circondata da un giardino che le conferisce, nonostante il tessuto urbano nel quale si colloca (e nonostante sia sempre stata indicata dal Poggi come 'palazzo'), la dignità di villa.

## Storia

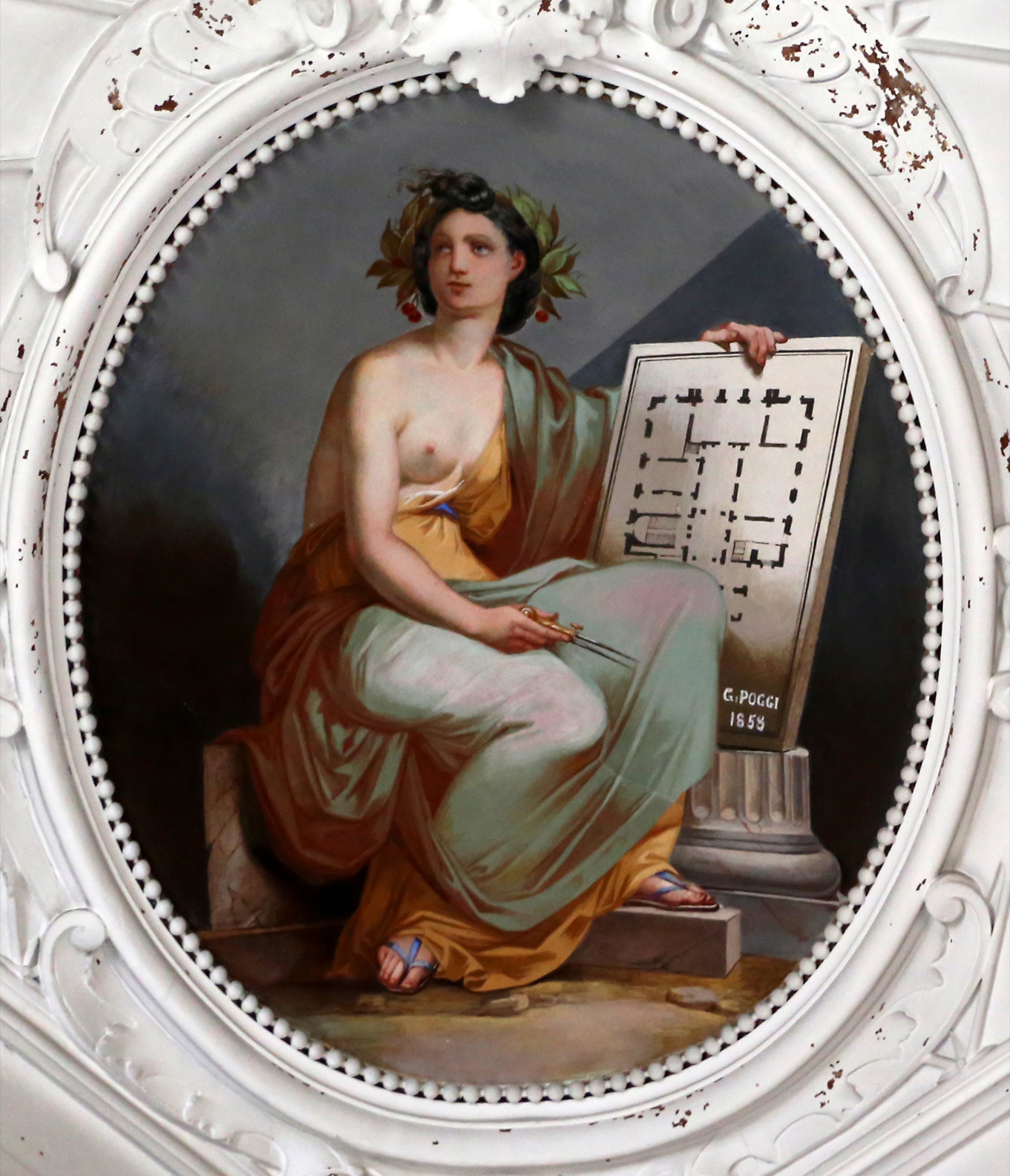
Nella Sala di Minerva un'allegoria dell'Architettura mostra la pianta di Villa Favard, insieme alla firma dell'architetto Poggi

Il palazzo, una delle ultime grandi residenze nobiliari costruite nel centro di Firenze, fu voluto dalla baronessa Fiorella Favard de l'Anglade che incaricò, nel 1857, l'architetto Giuseppe Poggi, allora molto in voga tra la nobiltà fiorentina. La baronessa era un personaggio per certi versi misterioso, della quale si ignora l'origine della ricchezza, nata a Livorno nel 1813 da padre francese, tenente della Dogana imperiale durante l'occupazione napoleonica, e madre italiana, si era trasferita con i familiari prima a Marsiglia e poi a Parigi, dove conobbe suo marito Michel Favard, propriétaire délégué della Guyana francese; sebbene non sia nota la ragione della sua improvvisa e cospicua ricchezza, si pensa che sia stata l'amante di Napoleone III. Nel 1855 tornò a Firenze e dopo aver acquistato la villa Favard di Rovezzano, decise di farsi costruire il palazzo in centro.
Il progetto si avvalse della notevole quantità di terreno disponibile, acquistato appositamente dalla baronessa. Inizialmente ci furono dei problemi col Comune, perché vigeva l'obbligo di non interrompere l'allineamento degli edifici sulla strada, mentre il progetto prevedeva un edificio isolato al centro dell'isolato circondato dal giardino. Nonostante ciò il progetto non venne modificato ed entro il 1858 era completato.
Dopo la morte della baronessa (1889, sepolta nella cappella gentilizia della villa di Rovezzano) si organizzò una vendita all'asta di tutti beni, per mancanza di eredi (1893). L'edificio sul lungarno venne acquistato dall'antiquario e immobiliarista Vincenzo Ciampolini, con tutti i ricchissimi arredi, il quali vennero in seguito dispersi in un'altra asta nel 1926, dopo essere passata per varie mani, al tempo della proprietà Mortara. In quell'occasione la villa rischiò di essere abbattuta per fare spazi a un casamento, fatto questo scongiurato sia grazie alla campagna di stampa promossa dai quotidiani locali, sia dal veto posto dalla Soprintendenza ai Monumenti (con il coinvolgimento diretto di Giovanni Poggi e di Ezio Cerpi).

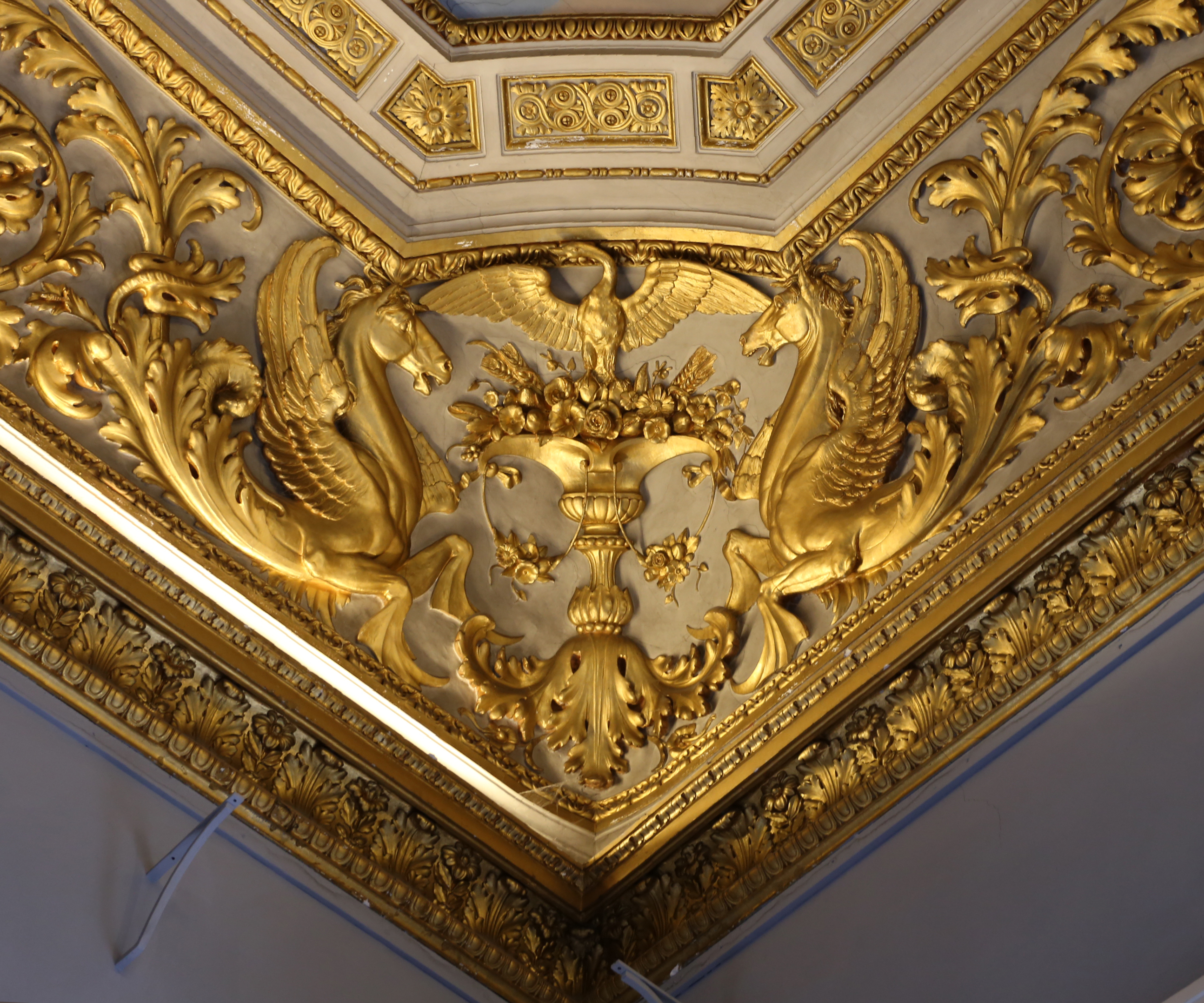
Stucchi dorati

Pervenuta all'Università di Firenze, fino al 2004 vi ha avuto sede la Facoltà di Economia, che si è poi spostata nel Polo delle Scienze Sociali di Novoli. Acquistata nel 2007 dall'Ente Cassa di Risparmio di Firenze per farne un centro internazionale di formazione e sottoposta ad un'accurata opera di ristrutturazione, dall'aprile 2011 è sede dell'istituto fiorentino Polimoda (Istituto Internazionale di Fashion Design e Marketing). A partire da ottobre 2011, la villa ospita gli uffici e le aule più prestigiose, oltre al Centro di documentazione Matteo Lanzoni di Polimoda e insieme alle annesse ex-scuderie accoglie ogni anno centinaia di studenti provenienti da tutto il mondo.
Del complesso fa ugualmente parte l'edificio delle scuderie, posto alle spalle della villa, ugualmente restaurato e, negli interni, ristrutturato con la creazione di un terzo piano sottotetto che ha consentito di ottenere diciassette aule e due laboratori, oltre ad aree di servizio a disposizione di studenti e docenti (il tutto inaugurato nel 2011).
Dal 1952 la villa dà il nome all'Associazione Villa Favard, l'associazione degli alumni della Facoltà di Economia dell'Università di Firenze.

## Descrizione

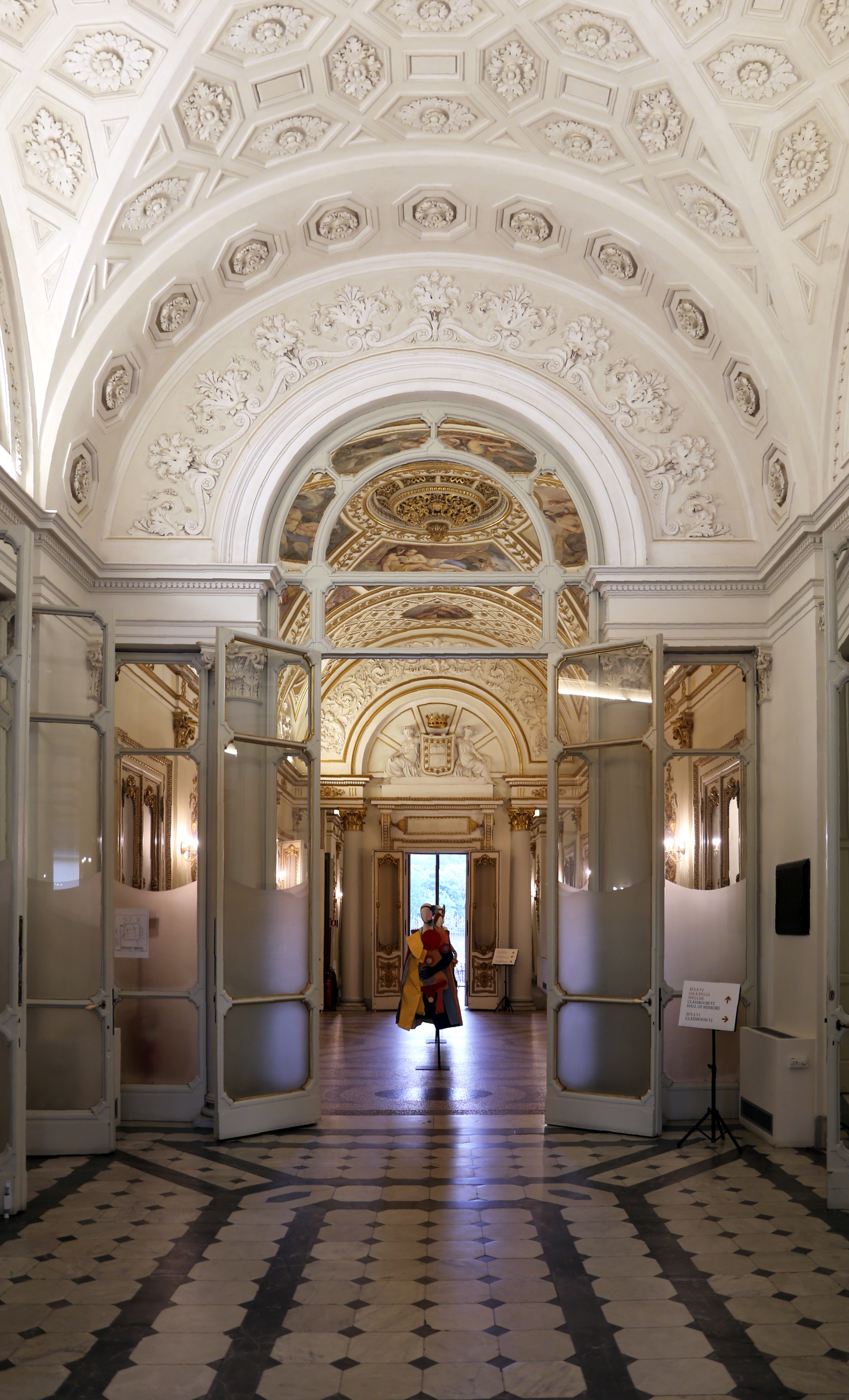
Il corridoio d'onore

La villa urbana è una delle ultime espressioni dell'equilibrato stile neoclassico fiorentino. La base è quadrata, al centro di un isolato che dà scenograficamente sul Lungarno Nuovo (poi detto "Vespucci"). L'edificio si sviluppa internamente per quattro piani, ma esternamente si mostra organizzato su due soli livelli, caratterizzati da finestre con timpani triangolari al primo piano e curvilinei al secondo. "Rigoroso l'impianto planimetrico e il disegno delle facciate giocate sull'uso di finestre ad arco, fiancheggiate da aperture minori rettangolari timpanate; verso l'Arno il fronte presenta un loggiato poco profondo, formato da un colonnato a due piani, mentre il prospetto opposto si articola e si protende a formare un portico coperto per l'accesso protetto delle carrozze; un coronamento a balaustra nasconde il tetto" (Gobbi).
L'edificio si innalza al centro di un giardino recintato da un'alta e artistica cancellata in ferro, separato dal fabbricato delle scuderie, che si trova lungo via Montebello e "abbraccia", con le due ali trapezoidali, la villa sul retro.

### Interni

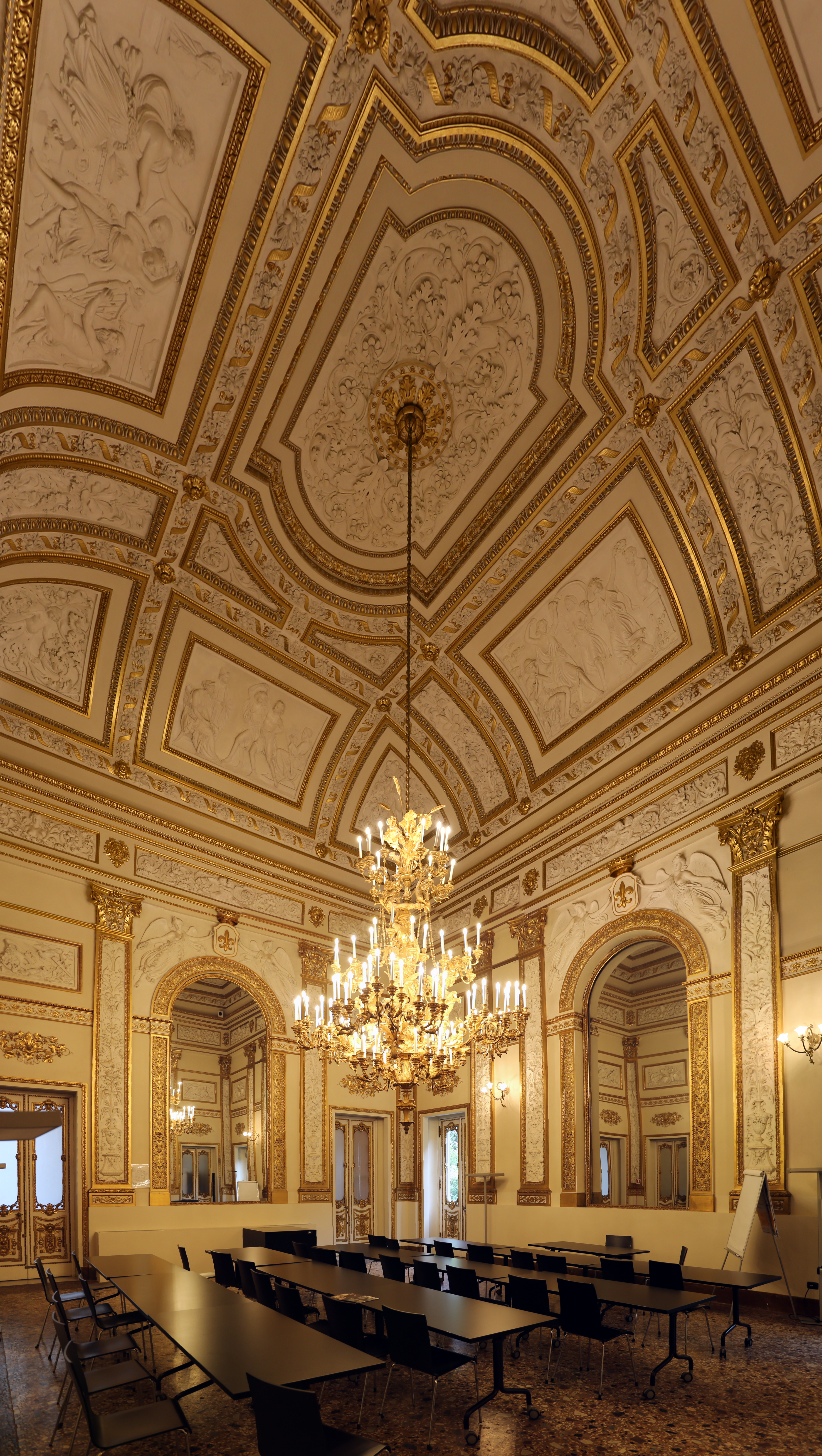
Il salone da ballo

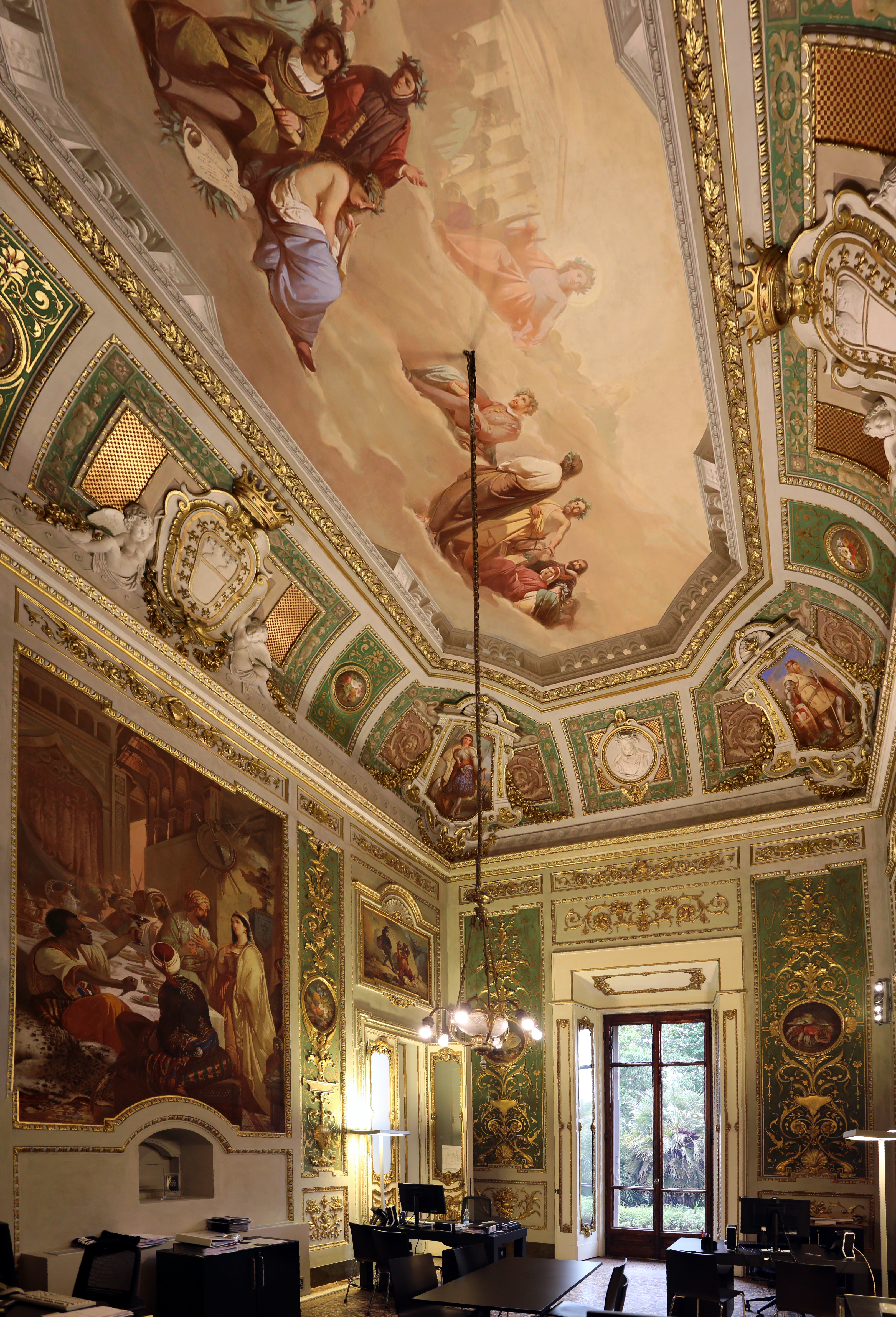
La stanza del Tasso, affrescata da Annibale Gatti

Rispetto agli esterni, sufficientemente ossequiosi della tradizione, gli interni, ultimati nel 1861, rispecchiano il gusto proprio degli hotels parigini del tempo di Napoleone III, con belle pitture a encausto di Cesare Mussini (Salone blue de ciel coi Trionfi dell'Amore) e altri dipinti murali di Annibale Gatti (Sala di Amore e Psiche, Sala di Torquato Tasso, Camera delle Arti) e Olinto Bandinelli (Corridoio d'onore, Salone dei Quattro Elementi, Salone del Sonno). La sala da ballo (già aula magna della Facoltà di Economia) è decorata da stucchi e intagli bianchi e oro, con un maestoso lampadario ligneo. Rimangono inoltre vari elementi di arredo realizzati dall'intagliatore fiorentino Francesco Morini e della bottega di Angelo e Rinaldo Barbetti, ugualmente rappresentativi di un décor degli interni di grande ricchezza e di gusto internazionale.
Nel vestibolo, dove inizia lo scalone, si trovava la statua di Antonio Canova di Letizia Ramolino, madre di Napoleone, oggi alla Biblioteca Nazionale Centrale di Firenze, ed altre grandi statue con figure femminili.
Al primo piano, la zona notte, si trova la "sala delle Colonne", un'altra sala da pranzo, la sala delle porcellane, la sala in stile pompeiano, il guardaroba e diverse camere. Il secondo piano contiene un'alcova, una camera "degli acquerelli", un salone e una camera di fondo.